# Poecilimon obtusicercus
Poecilimon obtusicercus is een rechtvleugelig insect uit de familie sabelsprinkhanen (Tettigoniidae). De wetenschappelijke naam van deze soort is voor het eerst geldig gepubliceerd in 2008 door Heller, Sevgili & Reinhold.